# Paisaje con Ascanio asaeteando el ciervo de Silvia
Paisaje con Ascanio asaeteando el ciervo de Silvia es un cuadro realizado por el pintor francés del Barroco Claudio de Lorena. Mide 120 cm de alto y 150 cm de ancho, y está pintado al óleo sobre lienzo. Data de 1682, el año de fallecimiento del autor, por lo que fue una de sus últimas obras. Se encuentra en el Ashmolean Museum de Oxford.

## Historia
Claudio de Lorena fue un pintor francés establecido en Italia. Perteneciente al período del arte Barroco, se enmarca en la corriente denominada clasicismo, dentro del cual destacó en la pintura de paisaje. En su obra reflejó un nuevo concepto en la elaboración del paisaje basándose en referentes clásicos —el denominado «paisaje ideal»—, que evidencia una concepción ideal de la naturaleza y del propio mundo interior del artista. Esta forma de tratar el paisaje le otorga un carácter más elaborado e intelectual y se convierte en el principal objeto de la creación del artista, la plasmación de su concepción del mundo, el intérprete de su poesía, que es evocadora de un espacio ideal, perfecto.
Este paisaje fue un encargo del príncipe Lorenzo Onofrio Colonna (1637-1689), príncipe de Paliano y condestable de Nápoles, para el que pintó otros ocho cuadros. El cuadro está firmado CLAVDIO. I, V, F, A ROMAE 1682 Come. Ascanio saetta il. Cervo di Silvia figliuola di. Tirro lib. 7 Vig. («Cómo Ascanio asaetea el ciervo de Silvia, hija de Tirro, libro 7 de Virgilio»). Más abajo hay otra firma cubierta parcialmente por el marco: CLAVDIO ROM. Según el catálogo de la subasta Ottley, realizado en 1801, tenía en el reverso la inscripción Quadro per l'Illmo et excellmo Sig. Contestabile Colonna questo di 5 Ottobre 1681, actualmente desaparecido.
Este cuadro formaba pareja (pendant) con Vista de Cartago con Dido, Eneas y el séquito de ambos saliendo de caza (1676, Kunsthalle de Hamburgo). Fue propiedad de la familia Colonna hasta 1783. En 1798 fue adquirido por William Young Ottley y llevado a Londres. Entre 1801 y 1826 perteneció a la familia Porter; posteriormente pasó a los Stratton y los Baring, y a los Northbrook entre 1866 y 1919; luego fue propiedad Buttery y Weldon, hasta que fue adquirido por el Ashmolean Museum.

## Descripción

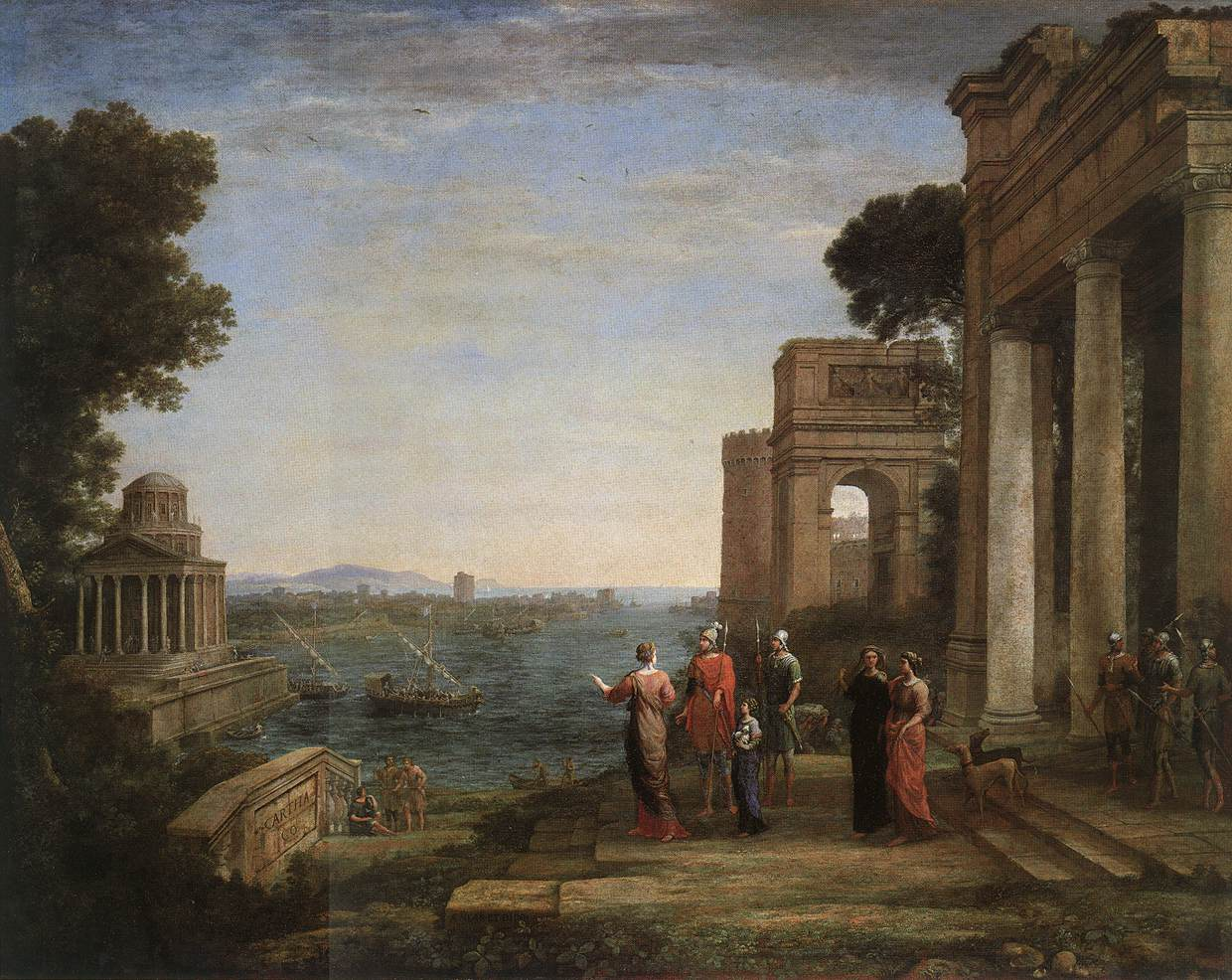
Vista de Cartago con Dido, Eneas y el séquito de ambos saliendo de caza, 1676, Kunsthalle de Hamburgo. Esta obra formaba pendant con el Paisaje con Ascanio asaeteando el ciervo de Silvia

Se trata de una escena mitológica extraída de la Eneida de Virgilio (libro VII, 483-499): tras la llegada a Italia del héroe Eneas, su hijo Ascanio participó en una cacería donde, a instancias de la diosa Juno, mató a un ciervo que era muy apreciado por los habitantes de la región, lo que desencadenó una guerra entre los troyanos y los latinos. Tras la victoria de los recién llegados, Eneas fundó el reino del que surgiría posteriormente el Imperio romano.
Esta obra fue una de sus últimas realizaciones, en el mismo año de su fallecimiento. En los últimos años de su carrera trabajó especialmente en temas religiosos y mitológicos, interpretados con sencillez. La Eneida pasó a ser su principal fuente de inspiración, con una serie de obras de gran originalidad y vigor, mostrando paisajes majestuosos que escenifican lugares míticos ya desaparecidos: Palanteo, Delfos, Cartago, el Parnaso. La figura humana se reduce, se convierten casi en simples marionetas, dominadas completamente por el paisaje que las envuelve. Así, en esta obra la pequeñez de las figuras queda patente al situarlas junto a una arquitectura grandiosa que, junto a la infinitud del paisaje, las reduce a la insignificancia.
En esta composición predomina el paisaje, de exuberante vegetación, dividida en dos por un río en la parte central. En el lado izquierdo aparece Ascanio apuntando con su arco, a punto de disparar; tras él aparecen unos soldados con perros para la caza. Tras ellos se encuentran unas imponentes ruinas de estilo clásico y, en segundo término, un templo de tipo tholos. En el lado derecho se ve al ciervo, girado hacia Ascanio; al fondo hay una montaña sobre la que se alza un castillo. Las figuras humanas son alargadas e incorpóreas, como es usual en sus últimas obras. La composición general tiene un aire algo etéreo, con colores de reflejos plateados y formas difuminadas, como se percibe en los árboles casi transparentes. En esta obra Claudio aunó magistralmente la solidez estructural de la arquitectura y el paisaje, que denotan unas cuidadas proporciones, con una gran finura en los detalles tan solo perceptible en algunas de sus últimas obras, como El Parnaso (1680, Museum of Fine Arts, Boston).
Para esta obra el pintor hizo dos dibujos preparatorios (1678, Colección Chatsworth, Devonshire; 1682, Ashmolean Museum, Oxford). En ellos se percibe la conexión con el cuadro La costa líbica con Eneas de caza (1672, Musées Royaux des Beaux-Arts, Bruselas), con una composición estructurada a través de la continuidad entre los árboles y las nubes del cielo, y entre los elementos vegetales y la arquitectura.
Esta no obra figura en el Liber Veritatis, el cuaderno de dibujos donde Claudio dejaba constancia de todas sus obras para evitar las falsificaciones, probablemente porque murió antes de consignarlo.